# Campeonato Mundial Feminino de Xadrez de 1950
O Campeonato Mundial Feminino de Xadrez de 1950 foi a 8ª edição da competição sendo disputada na forma de um torneio pois Vera Menchik, a então campeã mundial, havia falecido durante a Segunda Guerra Mundial. A disputa foi realizada em Moscou entre 19 de dezembro de 1949 e 18 de Janeiro de 1950 e a vencedora foi Lyudmila Rudenko que se tornou a segunda campeã mundial.

## Tabela do torneio[1][2][3]
|    | Jogadora                                   | 1 | 2 | 3 | 4 | 5 | 6 | 7 | 8 | 9 | 10 | 11 | 12 | 13 | 14 | 15 | 16 | Pontos | Desempate |
| -- | ------------------------------------------ | - | - | - | - | - | - | - | - | - | -- | -- | -- | -- | -- | -- | -- | ------ | --------- |
| 1  | Lyudmila Rudenko (União Soviética)         | - | 1 | 1 | ½ | ½ | ½ | ½ | 1 | 1 | 1  | 1  | 0  | 1  | 1  | ½  | 1  | 11½    |           |
| 2  | Olga Rubtsova (União Soviética)            | 0 | - | 1 | 1 | ½ | ½ | ½ | 0 | ½ | 1  | 1  | 1  | 1  | 1  | 1  | ½  | 10½    |           |
| 3  | Elisaveta Bykova (União Soviética)         | 0 | 0 | - | ½ | 1 | 1 | 1 | 1 | 0 | 1  | ½  | 1  | ½  | 1  | ½  | 1  | 10     | 68.25     |
| 4  | Valentina Belova (União Soviética)         | ½ | 0 | ½ | - | 1 | 1 | 1 | 0 | 0 | 0  | 1  | 1  | 1  | 1  | 1  | 1  | 10     | 67.75     |
| 5  | Edith Keller-Herrmann (Alemanha Ocidental) | ½ | ½ | 0 | 0 | - | 1 | 0 | 1 | 1 | ½  | 1  | 1  | 0  | 1  | 1  | 1  | 9½     | 62.00     |
| 6  | Eileen Betsy Tranmer (Inglaterra)          | ½ | ½ | 0 | 0 | 0 | - | 1 | 1 | 1 | ½  | ½  | 1  | 1  | 1  | ½  | 1  | 9½     | 61.75     |
| 7  | Chantal Chaudé de Silans (França)          | ½ | ½ | 0 | 0 | 1 | 0 | - | 1 | 0 | ½  | 1  | 1  | 1  | 1  | 1  | 1  | 9½     | 60.00     |
| 8  | Fenny Heemskerk (Países Baixos)            | 0 | 1 | 0 | 1 | 0 | 0 | 0 | - | 1 | ½  | ½  | 1  | 1  | ½  | 1  | ½  | 8      |           |
| 9  | Clarice Benini (Itália)                    | 0 | ½ | 1 | 1 | 0 | 0 | 1 | 0 | - | 0  | 0  | 0  | ½  | 1  | 1  | 1  | 7      |           |
| 10 | Jozsa Langos (Hungria)                     | 0 | 0 | 0 | 1 | ½ | ½ | ½ | ½ | 1 | -  | ½  | 0  | 0  | 0  | 1  | ½  | 6      | 44.25     |
| 11 | María Teresa Mora (Cuba)                   | 0 | 0 | ½ | 0 | 0 | ½ | 0 | ½ | 1 | ½  | -  | 1  | 1  | 1  | 0  | 0  | 6      | 38.75     |
| 12 | Gisela Kahn Gresser (Estados Unidos)       | 1 | 0 | 0 | 0 | 0 | 0 | 0 | 0 | 1 | 1  | 0  | -  | 1  | 0  | 0  | 1  | 5      | 32.50     |
| 13 | Nina Grushkova-Belska (Checoslováquia)     | 0 | 0 | ½ | 0 | 1 | 0 | 0 | 0 | ½ | 1  | 0  | 0  | -  | ½  | 1  | ½  | 5      | 32.50     |
| 14 | Mona May Karff (Estados Unidos)            | 0 | 0 | 0 | 0 | 0 | 0 | 0 | ½ | 0 | 1  | 0  | 1  | ½  | -  | 1  | 1  | 5      | 21.00     |
| 15 | Ingrid Larsen (Dinamarca)                  | ½ | 0 | ½ | 0 | 0 | ½ | 0 | 0 | 0 | 0  | 1  | 1  | 0  | 0  | -  | 1  | 4½     |           |
| 16 | Róża Herman (Polônia)                      | 0 | ½ | 0 | 0 | 0 | 0 | 0 | ½ | 0 | ½  | 1  | 0  | ½  | 0  | 0  | -  | 3      |           |